# Встреча двух сердец
«Встре́ча двух серде́ц» (другие названия: «Какими мы были», «Такими мы были»; англ. The Way We Were) — мелодрама режиссёра Сидни Поллака, вышедшая на экраны в 1973 году. Фильм номинировался на шесть премий «Оскар», а знаменитая песня The Way We Were была удостоена высшей награды Американской киноакадемии.

## Сюжет
Они познакомились ещё в колледже — красивый парень из богатой семьи и бедная еврейская девушка. Хаббелл уже в студенческие годы прославился своим литературным талантом, а Кэти так увлеклась политикой, что стала президентом Лиги молодых коммунистов студенческого городка. Увлечения юности определили и дальнейшую жизнь героев истории — Хаббелл стал писателем, а Кэти — участником всех политических группировок левого толка, которые возникали в благополучной Америке. Спустя какое-то время они случайно встретились во время войны, и тогда военный моряк Хаббелл, будучи мертвецки пьяным, впервые оказался в постели напористой Кэти. С такого необычного «свидания» и начался их необыкновенный роман, который разворачивался на фоне самых значимых событий американской общественной жизни 1930—1950-х годов.

## В ролях
- Барбра Стрейзанд — Кэти
- Роберт Редфорд — Хаббелл
- Брэдфорд Диллман — Джей Джей
- Лоис Чайлз — Кэрол Энн
- Патрик О'Нил — Джордж Биссинджер
- Вивека Линдфорс — Пола Райснер
- Салли Кёркланд — Пони Данбар
- Джеймс Вудс — Фрэнки
- Сьюзан Блэйкли — Джудианна
- Марша Мэй Джонс — Пэгги Вандербилт
- Дон Кифер — Актёр

## Награды и номинации
- 1973 — попадание в десятку лучших фильмов по версии Национального совета кинокритиков США.
- 1974 — премии «Оскар» за лучшее музыкальное сопровождение (Марвин Хэмлиш) и за лучшую оригинальную песню («The Way We Were», слова — Мэрилин Бергман и Алан Бергман, музыка — Марвин Хэмлиш), а также 4 номинации: за лучшую женскую роль (Барбра Стрейзанд), лучшую операторскую работу (Гарри Стрэдлинг мл.), лучшую работу художников (Стивен Граймс, Уильям Кирнан), лучшие костюмы (Дороти Джикинс, Мосс Мабри).
- 1974 — премия «Золотой глобус» за лучшую оригинальную песню («The Way We Were», слова — Мэрилин Бергман и Алан Бергман, музыка — Марвин Хэмлиш), а также номинация за лучшую женскую роль — драма (Барбра Стрейзанд).
- 1974 — премия «Давид ди Донателло» лучшей зарубежной актрисе (Барбра Стрейзанд).
- 1974 — номинация на премию Гильдии сценаристов США за лучшую оригинальную драму (Артур Лорентс).
- 1975 — номинация на премию BAFTA за лучшую женскую роль (Барбра Стрейзанд).
- 1975 — премия Грэмми за лучший альбом с музыкой, написанной для кинофильма (Мэрилин Бергман, Алан Бергман, Марвин Хэмлиш).

Заглавная песня «Какими мы были» («The Way We Were») Марвина Хамлиша на слова Мэрилин и Алана Бергманов в исполнении Барбры Стрейзанд.